# 가시모토 세리나
가시모토 세리나(일본어: 樫本 芹菜, 1993년 1월 9일 ~ )는 일본의 여자 축구 선수이다.

## 구단 경력
나데시코 리그의 마이나비 베갈타 센다이, 스피다 세타가야 FC에서 활동했다.

## 국가대표팀 경력
그녀는 2010년 FIFA U-17 여자 월드컵에 참가할 일본 U-17 국가대표팀에 발탁되었으며, 3경기에 출전, 준우승에 기여했다.